# 紀元前317年
紀元前317年（きげんぜん317ねん）は、ローマ暦の年である。
当時は、「ブルトゥスとバルブラが共和政ローマ執政官に就任した年」として知られていた（もしくは、それほど使われてはいないが、ローマ建国紀元437年）。紀年法として西暦（キリスト紀元）がヨーロッパで広く普及した中世時代初期以降、この年は紀元前317年と表記されるのが一般的となった。

## 他の紀年法
- 干支 : 甲辰
- 日本
  - 皇紀344年
  - 孝安天皇76年
- 中国
  - 周 - 慎靚王4年
  - 秦 - 恵文王8年
  - 楚 - 懐王12年
  - 斉 - 宣王3年
  - 燕 - 燕王噲4年
  - 趙 - 武霊王9年
  - 魏 - 襄王2年
  - 韓 - 宣恵王16年
- 朝鮮
  - 檀紀2017年
- ベトナム :
- 仏滅紀元 : 228年
- ユダヤ暦 :

## できごと

### マケドニア帝国
- セレウコスがアンティゴノスに味方して、ともにカルディアのエウメネスに当たり、バビロンを奪還する。
- パラエタケネの戦い：西洋の会戦としては初めて両軍が戦象隊を動員した、アレクサンドロス3世（大王）の遺した帝国の支配権を巡って争われた戦い。
- アルメニアのペルシア人サトラップ（太守）アルドヴァテス (Ardvates) が、マケドニアの支配から祖国を解放した。
- カッサンドロスは、マケドニア王国の摂政ポリュペルコンと破ってアテナイを奪い、その統治をアテナイの雄弁家、政治家、哲学者であったデメトリオス・パレレオスに委ねた。
- ポリュペルコンはエピロスへ逃れ、亡くなったアレクサンドロス3世（大王）の母であるオリュンピアス、大王の未亡人ロクサネとその幼い息子アレクサンドロス4世と合流した。ポリュペルコンは、アレクサンドロス4世の摂政として行動していたオリュンピアス、エピロス王アエアキデス (Aeacides of Epirus) と同盟を結んだ。
- カッサンドロスがペロポネソス半島方面の戦いで忙殺されている間に、オリュンピアスはマケドニアで軍を率いて戦った。最初はうまくゆき、ピリッポス3世の軍勢を撃破して、王と妃のエウリュディケ2世、カッサンドロスの兄弟ニカノール (Nicanor) を捕らえ、殺害した。
- プトレマイオス1世が、妻エウリュディケの侍女だったベレニケと結婚した。

### シチリア
- 寡頭制統治の打倒を図って2度追放されていたアガトクレスが、軍隊を引き連れてシュラクサイに舞い戻り、寡頭制統治のリーダーたちを含む1万人もの市民があるいは逃亡し、あるいは殺害され、アガトクレスは自ら僭主となった。アケストリデス (Acestorides) は逃亡した。

### 中国
- 秦が韓軍を修魚で撃破し、韓の将軍の䱸や申差を濁沢で捕らえた。
- 斉の大夫が蘇秦を暗殺させた。
- 張儀が魏の襄王を説得して、秦と魏の同盟を成立させた。張儀は秦に帰国して再び宰相となった。

### インド
- この頃、チャンドラグプタがマガダ国ナンダ朝を倒しマウリヤ朝を建国。

### 芸術
- アテナイの墓地で、私的な記念物の設置が禁じられた。

### 文学
- メナンドロスが、レナイア (Lenaia) の演劇祭において『Dyskolos（気むずかし屋）』で1位となった。

## 死去
- ピリッポス3世 - マケドニア王（紀元前359年ころ生）
- エウリュディケ2世 - マケドニア王妃